# Django (film 1966)
Django – włoski western filmowy z 1966 roku w reżyserii Sergia Corbucciego. Głównym bohaterem filmu jest tytułowy tajemniczy rewolwerowiec (Franco Nero), który po utracie ukochanej przemierza Dziki Zachód z trumną zawierającą karabin maszynowy. Wdaje się on w krwawy konflikt pomiędzy członkami Ku Klux Klanu a meksykańskimi rewolucjonistami, rujnujący pobliskie opuszczone miasteczko.
Django, kręcony od grudnia 1965 roku do marca 1966 roku i wzorowany na Za garść dolarów autorstwa Sergia Leone, dokonał gruntownej rewizji schematów gatunkowych hollywoodzkiego filmu kowbojskiego. Wyróżniała go mroczna atmosfera połączona z parodystycznym potraktowaniem motywów występujących w westernie, a także antyreligijny charakter. Dzieło Corbucciego cechowało się wielkim okrucieństwem, widocznym w scenie odcinania ucha, naśladowanej przez Quentina Tarantino w filmie Wściekłe psy. Django odniósł wielki sukces komercyjny, prowadzący do licznych imitacji, korzystających z popularności głównego bohatera. W 1987 roku ukazała się jego jedyna oficjalna kontynuacja, Django II w reżyserii Nella Rosattiego.

## Obsada
Lista opracowana na podstawie pracy Hughesa.
- Franco Nero – Django
- Loredana Nusciak – Maria
- José Bódalo – generał Hugo Rodriguez
- Ángel Álvarez – Nathaniel
- Eduardo Fajardo – major Jackson
- Gino Pernice – brat Jonathan
- Simon Arriaga – Miguel
- Remo De Angelis – Riccardo
- Silvana Bacci – meksykańska prostytutka
- Lucio de Santis – biczujący bandyta
- Chris Huerta – meksykański oficer

## Fabuła
Film, osadzony w realiach Dzikiego Zachodu w roku 1869, rozpoczyna się sekwencją wędrówki tajemniczego rewolwerowca Django – weterana wojny secesyjnej spod sztandaru Unii. Jego żona została zamordowana przez jednego z członków Ku Klux Klanu, majora Jacksona. Człapiąc po błotnistym terenie wraz ze swoją trumną, Django dociera na pagórek. Stamtąd zauważa grupę Meksykanów, która ciągnie ze sobą Marię, byłą kochankę ich przywódcy, generała Hugona Rodrigueza. Kobieta zostaje przez nich ubiczowana; wówczas na horyzoncie pojawia się grupa rewolwerowców Jacksona, którzy zabijają Meksykanów. Wtedy wkracza Django, serią pocisków z sześciostrzałowego rewolweru, pozbawia życia sługusów majora i uwalnia Marię.
Oboje przybywają do opuszczonego miasteczka, wchodzą do saloonu, w którym znajduje się jedynie barman i skrzypek zarazem, Nathaniel, wraz ze swoimi pięcioma prostytutkami. Po pewnym czasie do saloonu wkracza major Jackson – sadystyczny morderca Meksykanów – wraz z pięcioma kompanami, wśród których jest jego syn, Ringo. Członkowie klanu otaczają przybysza znikąd, zamierzając go zastrzelić. Wówczas Django błyskawicznie wyjmuje rewolwer i zabija Ringa oraz czterech rewolwerowców. Zostaje mu w broni jeden pocisk, jednak ocalałemu Jacksonowi Django pozwala odejść. Całe zamieszanie zauważa inny człowiek z klanu, brat Jonathan, który potępia ów zamach i nakazuje przybyszowi opuszczenie miasta. Ten ignoruje klątwę duchownego i usadawia się pod pniem na błotnistej drodze. Wtedy Jackson ponownie nadchodzi wraz z grupą kilkudziesięciu ludzi. Kiedy się zbliżają, Django wyjmuje ze swojej trumny karabin maszynowy i strzelając zeń, dokonuje rzezi członków Ku Klux Klanu. Jacksonowi udaje się uciec, jednak Django z rewolweru zabija konia, na którym odjeżdża jego wróg, przez co ten ląduje w błocie.
Bywalcy saloonu odczuwają niepokój związany z możliwą zemstą Jacksona. Jonathan sugeruje, że nadejdzie odsiecz przeciwko Django i zrówna miasteczko z ziemią, po czym zamierza się oddalić w celu wezwania posiłków. Jednak prostytutki, chcąc powstrzymać zamiary kapłana, wszczynają improwizowaną bójkę. Trwa ona do czasu, kiedy do miasteczka nadjeżdża horda Meksykanów pod przywództwem Rodrigueza. Otaczają oni Jonathana, po czym jeden z żołnierzy odcina mu ucho, a następnie go zabija. Django zostaje pojmany, to samo dzieje się z Marią. Rewolwerowiec zamierza wykorzystać okazję i proponuje Rodriguezowi – który zawdzięczał mu wyswobodzenie z więzienia – udział w akcji zrabowania złota, będącego w posiadaniu żołnierzy Jacksona, oferując mu jednocześnie swój karabin maszynowy. Atak na twierdzę Ku Klux Klanu, pomimo strat, okazuje się pomyślny. Meksykanie wracają do miasteczka, ale Rodriguez pogardzający Django zamiast działki złota ofiarowuje mu jedynie ziemię. Jednak przybysz ujawnia, że wśród bandy znajduje się zdrajca, który próbuje dokonać zamachu na przywódcę grupy. Django zabija go własnoręcznie po krótkiej walce, zyskując uznanie generała. Ten ofiarowuje mu jedną ze swoich kobiet. Zamiast Marii Django wybiera jednak nieznaną mu Meksykankę.
Nocą, kiedy banda Meksykanów świętuje zwycięstwo, Django w swoim pokoju każe Meksykance się rozebrać tak, by przyciągnęła uwagę strażników. Sam zaś udaje się na dach domostwa, zabierając złoto, trumnę oraz karabin maszynowy. Ten ostatni ustawia w ten sposób, aby samodzielnie ostrzeliwał bandę, sam zaś ucieka wraz z Marią konno. Kiedy oboje zatrzymują się nad będącym w opłakanym stanie mostem, trumna ze złotem zsuwa się w kierunku bagna. Usiłując ją złapać, Django sam wpada do bagniska. Maria próbuje go wyciągnąć, jednak zostaje postrzelona przez nadjeżdżającą bandę meksykańską, która wyciąga przybysza na suchy ląd. Dowiedziawszy się, że złoto znalazło się w bagnie, generał nakazuje jednemu z jego ludzi zmiażdżyć dłonie Django kolbą strzelby.
Okaleczony Django wraca wraz z umierającą Marią do miasteczka. Decydując się na ostateczną rozprawę z Jacksonem, zawiadamia Nathaniela, żeby ten poinformował majora o pojedynku na cmentarzu. Sam zaś oddala się z miejscowości. W tym czasie siły Rodrigueza, wraz z nim samym, zostają zdziesiątkowane przez ludzi klanu. Triumfujący Jackson wraca do miasteczka, gdzie po usłyszeniu o propozycji stoczenia pojedynku zabija Nathaniela, po czym zabiera pięciu swoich ludzi na cmentarz. Django usadawia się pod krzyżem z wypisanym nazwiskiem swojej żony, z desperackim wysiłkiem ładując broń i umocowując ją kikutami dłoni na krucyfiksie. Pod bramę przybywa Jackson wraz ze swoją świtą. Gdy strzela on we wszystkie końce krzyża, Django ostatnim wysiłkiem zabija z rewolweru całą szóstkę, po czym samotny i sponiewierany odchodzi w kierunku horyzontu.

## Produkcja

### Przygotowania do zdjęć i obsada
Włoski reżyser Sergio Corbucci przed Django zrealizował trzy westerny. Pierwszym z nich była Massacro al Grande Canyon (1963), kolejne dwa zaś stanowiły chłodno przyjęte przez krytyków Minnesota Clay (1964) oraz Johnny Oro (1966). Po niepochlebnym odbiorze swoich filmów kowbojskich, Corbucci zdecydował się na nakręcenie Django, nawiązując porozumienie z włoską wytwórnią BRC Produzione Film oraz hiszpańską Tecisa Film. Producenci byli początkowo nieprzekonani do autorskiego projektu włoskiego filmowca.
Scenariusz do Django Sergio Corbucci napisał wraz ze swoim bratem Brunonem, wyraźnie wzorując się na filmie Straż przyboczna w reżyserii Akiry Kurosawy oraz jego adaptacji pod tytułem Za garść dolarów autorstwa Sergia Leone. Inspirację dla imienia głównego bohatera stanowił belgijski gitarzysta Django Reinhardt, którego lewa ręka uległa niemal całkowitej martwicy, wskutek pożaru w jego taborze 2 listopada 1928 roku.
Do tytułowej roli Corbucci zaangażował 23-letniego wówczas Franco Nero, który dotąd miał doświadczenie jedynie w odgrywaniu ról w tanich filmach science fiction. Początkowo w roli Django miał być obsadzony Mark Damon, występujący wcześniej w Johnnym Oro. Ów pomysł jednak Corbucciemu wyperswadowała Silvia Dioniso, żona asystenta reżysera Ruggero Deodato. Postać Marii zagrała Loredana Nusciak, natomiast pozostali aktorzy – z Ángelem Álvarezem i Gino Percine na czele – stali się stałą częścią obsady westernowej w kolejnych filmach Corbucciego.
Na potrzeby mrocznego świata filmu kostiumograf Carlo Simi dokonał stylizacji głównego bohatera. Filmowy Django nosi na sobie płaszcz Unii, bryczesy, czarny kapelusz oraz mitenki. Członkowie Ku Klux Klanu zostali natomiast wystylizowani na braci Hammond ze Strzałów o zmierzchu Sama Peckinpaha. Niezgodne z prawdą historyczną czerwone maski stanowiły autorski pomysł Corbucciego.

### Zdjęcia i premiera
Django realizowano zarówno we Włoszech, jak i w Hiszpanii. Miasteczko, w którym rozgrywa się akcja filmu, zbudowano w leżącej pod Rzymem, zabłoconej wiosce Elios. Sekwencje w plenerze z kolei kręcono niedaleko hiszpańskich Colmenar Viejo i Manzanares el Real. Natomiast atak na twierdzę zainscenizowano w miejscowości Santillana del Mar w Kantabrii. Zdjęcia odbyły się także w plenerach Lacjum (m.in. w Anzio), gdzie nakręcono sceny rozgrywające się na cmentarzu, niedaleko mostu oraz na błotnistej ścieżce.
Zdjęcia do Django odbyły się zimą, między grudniem 1965 a marcem 1966 roku. Za stronę techniczną ujęć odpowiadał operator Enzo Barboni, który przy kręceniu scen z karabinem maszynowym stosował przebitkę dla wzmocnienia efektu wstrząsu u widza. Barboni do zdjęć użył taśmy Eastmancolor, za pomocą której skontrastował wyraziste, jaskrawe kolory ubrań członków Klanu oraz prostytutek z szaroburą scenerią filmu. Po ukończeniu zdjęć Django miał premierę we Włoszech w kwietniu 1966 roku, a długość tego filmu wynosiła 87 minut.

### Muzyka
Ścieżkę dźwiękową do Django skomponował Luis Bacalov, który przedtem odpowiadał za muzykę do Ewangelii według świętego Mateusza Pier Paola Pasoliniego. Otwierający film utwór tytułowy został wykonany przy użyciu elektrycznej gitary, synkopowanych skrzypiec oraz fortepianu z kompozycją bluesową. Piosence tytułowej towarzyszył chór, a sam wokal wykonał Roberto Fia na podstawie słów Franco Migliacciego.
Oprócz głównego motywu, pojawiającego się wraz z obecnością Django na ekranie, występują też inne utwory. W niektórych sceneriach pojawiają się stylizowane na meksykańską muzykę ludową „Vals De Juana Yimeda”, „Corrido” oraz „Duello nel Fango”. „Blue Dark Waltz” z kolei stanowi delikatną solówkę gitarową. Dynamizm cechuje utwór „La Corsa”, rozpoczynający się pojedynczą grą fletu, a kończący się orkiestrowym brzmieniem.

## Odbiór
Django odniósł wielki sukces zarówno w rodzimych Włoszech, jak i w Hiszpanii oraz Niemczech. Franco Nero w związku z powodzeniem obrazu zyskał w owych krajach status gwiazdy ekranu. Film Corbucciego nie pojawił się natomiast na ekranach Wielkiej Brytanii, gdzie otrzymał zakaz rozpowszechniania ze względu na brutalne sceny przemocy. British Board of Film Classification zniosła ów zakaz dopiero w 1993 roku. Django nie pojawił się także w Stanach Zjednoczonych ze względu na problemy ze znalezieniem dystrybutora.
Brytyjski historyk filmu Howard Hughes odczytał w Django rewizję zarówno motywów pochodzących z hollywoodzkich filmów kowbojskich, jak i ze spaghetti westernów. W porównaniu z Za garść dolarów, w którym dwa gangi układały się ze sobą, w filmie Corbucciego porozumienie jest właściwie niemożliwe – obie strony cechują się fanatyzmem w eliminacji wroga. Zamiast urokliwych krajobrazów Dzikiego Zachodu widzowie ujrzeli krainę błota zroszoną deszczem. Miasteczko westernowe, w typowych filmach gatunku pełne życia, w Django liczy zaledwie sześć osób prowadzących burdel. Sam Django stanowi bardziej typ samotnego antybohatera niż szlachetnego jeźdźca znikąd, ponadto prawie nigdy nie jeździ konno. Utwór cechują niewielkie dawki specyficznego, czarnego humoru. Hughes zauważył także silną inspirację reżysera włoskimi horrorami gotyckimi, wyrażoną przez kontrastowe barwy, rozproszone oświetlenie oraz obecność cmentarza.
Christopher Frayling dostrzegł w dziele Corbucciego obecność silnych motywów antyklerykalnych, jak również aluzje do innych westernów. Podobnie jak w Dobrym, złym i brzydkim Leone, punkt kulminacyjny utworu stanowi pojedynek na cmentarzu. Ze względu na przerysowaną przemoc Frayling dopatrzył się w Django czegoś na kształt filmowego komiksu. Peter Bondanella stwierdził, że Django cechuje się wyolbrzymieniem ironii filmów Leone, według Jacka Szczerby – epatując nawet patosem oraz kiczowatą przemocą.

## Znaczenie
Django wywarł znaczący wpływ na kulturę spaghetti westernów. Imię tytułowego bohatera filmu Corbucciego było podchwytywane przez rozmaitych filmowców. Bohaterowie zupełnie niezwiązani z pierwowzorem – ale w tytule bądź w treści filmów posiadający imię Django – pojawili się w takich obrazach, jak Se sei vivo, spara (1967, reż. Giulio Questi), 10,000 dollari per un massacro (1967, reż. Romolo Guerrieri), Django il bastardo (1969, reż. Sergio Garrone) i Preparati la bara (1969, reż. Ferdinando Baldi). Ogółem powstało łącznie około 50 filmów nawiązujących do tej postaci. Prawdziwa kontynuacja losów bohatera dzieła Corbucciego ukazała się jednak dopiero w 1987 roku. W Django II autorstwa Nella Rosattiego, ponownie w rolę Django wcielił się Franco Nero, a sama akcja opiera się na zemście głównego bohatera na porywaczach jego córki.
Produkcja włoskiego reżysera wywarła znaczący wpływ na twórczość Quentina Tarantino. Scenę odcinania ucha wykorzystał on w swoim filmie Wściekłe psy. Tarantino bezpośrednio nawiązał do Django i swoistej mody na opatrywanie spaghetti westernów etykietką postaci w filmie o tym samym tytule (2012). W autorskim Django amerykańskiego filmowca wykorzystany został motyw tytułowy z filmu Corbucciego, a w krótkim epizodzie wystąpił sam Franco Nero. Innym westernem wykorzystującym imię Django, aczkolwiek osadzonym w egzotycznych realiach, był Sukiyaki Western Django (2007) w reżyserii Takashiego Miike.